# Protonemura nimborella
Protonemura nimborella is een steenvlieg uit de familie beeksteenvliegen (Nemouridae). De wetenschappelijke naam van de soort is voor het eerst geldig gepubliceerd in 1930 door Mosely.